# De premier
De premier is een Belgische thriller uit 2016, geregisseerd door Erik Van Looy en met Koen De Bouw in de hoofdrol. Van Looy schreef samen met Carl Joos het scenario van de film.

## Verhaal
De Belgische eerste minister (Koen De Bouw) is op weg naar een belangrijke vergadering, wanneer hij door een gewapende bende wordt ontvoerd. Hij verneemt van de gijzelnemers dat niet alleen hij, maar ook zijn vrouw en kinderen gevangen worden gehouden. De premier krijgt zijn gezin enkel terug, indien hij later die dag de Amerikaanse president, die op staatsbezoek is in België, vermoordt.

## Rolverdeling
| Acteur                  | Personage          | Rolbeschrijving                                |
| ----------------------- | ------------------ | ---------------------------------------------- |
| Koen De Bouw            | Michel Devreese    | de premier                                     |
| Tine Reymer             | Christine Devreese | vrouw van de premier                           |
| Charlotte Vandermeersch | Eva                | perswoordvoerster van de premier               |
| Dirk Roofthooft         |                    | Chef terrorist                                 |
| Stijn Van Opstal        |                    | Vervangend chauffeur van de premier, terrorist |
| Saskia Reeves           |                    | President van Amerika                          |
| Wim Willaert            | Luc                | chauffeur van de premier                       |
| Adam Godley             |                    | Chef security                                  |
| Willy Thomas            | Paul               |                                                |
| Katelijne Damen         |                    | Dokter                                         |
| Jeroen Van der Ven      |                    | Assistent                                      |
| Isabelle Van Hecke      |                    | Lid van oppositie                              |
| Nathan Wiley            |                    | Secret service agent                           |
| Marcel Hensema          |                    | Eurocommissaris                                |
| Hein van der Heijden    |                    | Eurocommissaris                                |
| Mark Jax                |                    | Eurocommissaris                                |
| Patrizia Berti          |                    | Eurocommissaris                                |
| Sara Englebert          | Laura              |                                                |
| Akira Reynders          | Sander             |                                                |
| Lukas De Wolf           |                    | Technieker                                     |
| Nicolas de Pruyssenaere |                    | Bewaker                                        |

## Productie
De film werd aangekondigd in 2014. Bij de aankondiging werd ook bekendgemaakt dat Koen De Bouw de hoofdrol zou gaan spelen. Yves Leterme, voormalig eerste minister van België, hielp als adviseur met het scenario van de film.
Op 21 maart 2016 startten de opnames, die tot begin juni 2016 liepen. In totaal werd de film opgenomen op 52 draaidagen. Meteen na het einde van de draaiperiode werd een teaser-trailer vrijgegeven. Op 6 september 2016 werd de eerste volledige trailer van de film vrijgegeven.
De film ging op 19 oktober 2016 in première in alle 24 zalen van Kinepolis Antwerpen, de grootste première ooit in België. De film kwam op woensdag 26 oktober 2016 in de zalen en na het eerste weekend waren er al 100.229 mensen naar een voorstelling komen kijken.
Eind 2016 hadden 384.316 bezoekers de film bekeken.